# RIZIN LANDMARK vol.1
+WEED presents RIZIN LANDMARK vol.1（プラスウィード・プレゼンツ・ライジン・ランドマーク・ボリューム・ワン）は、日本の総合格闘技団体「RIZIN」の大会の一つ。
2021年10月2日にスタジオマッチとして開催（配信）された。

## 概要
RIZINの新シリーズ「RIZIN LANDMARK vol.1」が、チケットがRIZINファンクラブ会員への20万円での限定抽選販売のみで、会場非公開のスタジオマッチイベントとして開催された。メインイベントで朝倉未来と萩原京平が68.0kg契約で対戦し、朝倉が判定勝利を収めた。
なお、試合開始前にU-NEXTで配信映像が見られなくなる事故が発生し、開始時刻の19時になってもつながらない状態が続いた。U－NEXTのこれまでの記録をすべて塗り替える過去最高のアクセス数により開始前に一気に申し込みのアクセスが集中したためで、試合は1時間遅れの午後8時にスタートとなり、一部見られない視聴者も発生した。
ラウンドガールは通常のRIZINガールではなく、スポンサーであるU-NEXTのコンテンツの一つであるFALENO専属女優がLANDMARK STARとして務めた。

## 対戦カード
第1試合 MMAルール 61.0kg契約ワンマッチ 5分3R
○  渡部修斗 vs.  内藤頌貴 ×
1R 1:33 ダースチョーク
第2試合 MMAルール 61.0kg契約ワンマッチ 5分3R
○  今成正和 vs.  春日井“寒天”たけし ×
1R 2:50 アームバー
第3試合 MMAルール 71.0kg契約ワンマッチ 5分3R
○  鈴木博昭 vs.  奥田啓介 ×
1R 1:42 TKO（左膝蹴り→パウンド)
第4試合 MMAルール 68.0kg契約ワンマッチ 5分3R
○  朝倉未来 vs.  萩原京平 ×
3R終了 判定3-0